# Dijana Jovetić
Dijana Jovetić (rođena Golubić) (Zagreb,   21. svibnja 1984.), hrvatska rukometašica, članica danskog kluba Team Esbjerg. Prije Team Esbjerg igrala je u ljubljanskom Krimu,  Podravki iz Koprivnice te zagrebačkim klubovima Lokomotiva i Kraš. Članica je i Hrvatske rukometne reprezentacije igra na poziciji desnog krila.